# Magnolia odora
Magnolia odora este o specie de plante din genul Magnolia, familia Magnoliaceae. A fost descrisă pentru prima dată de Woon Young Chun, și a primit numele actual de la Richard B. Figlar och Hans Peter Nooteboom. A fost clasificată de IUCN ca specie cu risc scăzut. Conform Catalogue of Life specia Magnolia odora nu are subspecii cunoscute.